# Патагония (град)
Патагония (на английски: Patagonia) е град в окръг Санта Круз, щата Аризона, САЩ. Патагония е с население от 913 жители (към 2010 г.) и обща площ от 3,1 km². Намира се на 1236 m надморска височина. ЗИП кодът му е 85624, а телефонният му код е 520.